# Polycrate d'Éphèse
Pour les articles homonymes, voir Polycrate.
Polycrate est évêque d'Éphèse (Asie mineure) à la fin du IIe siècle.
Il a dû naître vers 130 puisque, sous le pontificat romain de Victor Ier qu'on situe généralement vers 189-199, il nous dit qu'il a soixante-cinq ans. Sa famille devait déjà être chrétienne depuis un certain temps, car il affirme qu'il est le huitième évêque qui en est issu.
Nous le connaissons par la lettre qu'il rédigea à l'intention du pape Victor à l'occasion de la querelle pascale, pour réaffirmer avec force la volonté des « Quartodécimans » de ne rien changer à leurs traditions.
À la faveur du grand prestige dont jouit l'Église de Rome à cette époque, Victor aurait voulu contraindre toute la chrétienté à suivre l'usage occidental qui impose de fêter la Résurrection un dimanche. Son initiative, pour laquelle il s'appuie sur la tradition apostolique, provoque des réunions d'évêques un peu partout en Orient : à Jérusalem autour de Narcisse et de Théophile de Césarée, dans le Pont autour de Palmas, à Corinthe autour de l'évêque Bachylle, dans l'Osroène dont les évêques se réunissent sans doute à Édesse... Tous ces synodes rejettent l'appel de Victor et confirment la tradition orientale, héritière de la Pâque juive, qui veut que Pâques se fête le quatorzième jour de la lune, quel que soit ce jour dans la semaine.
Polycrate — à qui son siège johannique, son âge ou son ancienneté doivent donner un prestige particulier — a été chargé par Victor d'assembler les évêques d'Asie Mineure. À l'issue de la réunion, ceux-ci le chargent à leur tour de répondre à Victor en leur nom.
Eusèbe nous a conservé l'essentiel de cette lettre qui a dû être largement répandue en Orient. Polycrate le prend de haut. Il ignore Victor et s'adresse aux « frères » de l'Église de Rome. Il rappelle les « grands astres » qui reposent en Asie et « ressusciteront au jour de la parousie du Seigneur quand il viendra des cieux avec gloire et recherchera tous les saints » : l'apôtre Philippe et ses deux filles à Hiérapolis, saint Jean à Éphèse même - on notera en passant que Polycrate nous donne ici l'un des plus anciens témoignages de la sépulture de Jean à Éphèse - les martyrs Polycarpe et Thraséas de Smyrne, Sagaris le martyr de Laodicée et Méliton de Sardes « qui a vécu entièrement dans le Saint-Esprit »... Tous ces saints hommes « ont gardé le quatorzième jour... en se conformant à la règle de la foi ». Lui-même, Polycrate, né d'une famille qui comptait déjà sept évêques avant lui, a toujours vu ses parents faire de même.

« Pour moi donc, frères, j'ai soixante-cinq ans dans le Seigneur, j'ai été en relations avec les frères du monde entier, j'ai parcouru toute la Sainte Écriture ; je ne suis pas effrayé par ceux qui cherchent à m'émouvoir, car de plus grands que moi ont dit : Il vaut mieux obéir à Dieu qu'aux hommes. »

Il néglige de donner le nom de  tous les évêques (« très nombreux ») qui approuvent sa lettre à lui, Polycrate, qui a les cheveux blancs et qui a toujours vécu dans le Christ.
On sait que Victor, furieux, voulut excommunier tout l'Orient. En Occident même, des évêques — dont Irénée de Lyon — tentèrent de le calmer et de faire appel au bon sens et à la charité. En vain, semble-t-il. À la mort de Victor, en 198 ou 199, le problème restait entier et les Quartodécimans fidèles à leur tradition.

## Source
- Eusèbe, Histoire ecclésiastique, V, 23-24.C'est notre seule source. Les citations sont tirées, sauf une ou deux retouches mineures, de l'édition de Gustave Bardy, coll. 'Sources chrétiennes' - Paris, Édit. du Cerf, 1955.